# Río Corrientes (Pastaza)
Río Corrientes ist eine Parroquia rural („ländliches Kirchspiel“) im Kanton Pastaza der ecuadorianischen Provinz Pastaza. Die Parroquia besitzt eine Fläche von 1122 km². Die Einwohnerzahl lag im Jahr 2015 bei 256. Die Parroquia wurde am 5. Januar 1921 gegründet. Die Parroquia trägt den Namen des Flusses Río Corrientes, ein rechter Nebenfluss des Río Tigre sowie ein Zufluss des Río Marañón. Sitz der Verwaltung ist das am Río Corrientes gelegene Makusar.

## Lage
Die Parroquia Río Corrientes liegt im Amazonastiefland. Der Río Corrientes durchfließt das Gebiet in überwiegend südsüdöstlicher Richtung. Im Osten verläuft die Verwaltungsgrenze entlang der Wasserscheide zum oberstrom gelegenen Río Tigre. Im Westen wird die Parroquia von dem nach Süden fließenden Río Bobonaza begrenzt.
Die Parroquia Río Corrientes grenzt im Nordosten an die Parroquia Río Tigre, im Südosten an Peru sowie im Westen an die Parroquia Montalvo.

## Siedlungen
Im Folgenden die Kommunen (Comunidades) der Parroquia: Tinkias (68 Einwohner), Yutuntsa (85 Einwohner), Iniak (33 Einwohner), Makusar (70 Einwohner).